# Ammocrypta vivax
Ammocrypta vivax és una espècie de peix de la família dels pèrcids i de l'ordre dels perciformes present a Amèrica del Nord. Els mascles poden assolir els 7,3 cm de longitud total.